# Atzenhof (Trausnitz)
Atzenhof ist ein Ortsteil in der Gemeinde Trausnitz im Landkreis Schwandorf.

## Geographie
Atzenhof liegt etwa 25 km westlich der Landesgrenze zu Tschechien im mittleren Oberpfälzer Wald, rund 1 km südlich der Ortschaft Trausnitz auf einer Höhe von 440 Metern am Fuße der Mühlleite. Rund 200 m südlich des Ortes fließt die Gleiritsch vorbei, die bei Kaltenthal in die Pfreimd mündet. Der Ort liegt an der Staatsstraße 2152.

## Geschichte
An die im 11./12. Jahrhundert einsetzende Rodungswelle mit den richt- und -ried-Orten (Lampenricht, Trichenricht) schlossen sich die im 13./14. Jahrhundert entstandenen Ausbausiedlungen der -hofen und -hof-Orte an. Bernhof, Bierlhof und Atzenhof sind Beispiele dafür. Hans Adam von Sporneck, Hofmarksherr auf Trausnitz, Azen: und Pühelhof übersiedelte 1629 in den Wirren der Reformation mit seiner Frau nach Seubetenreuth bei Kulmbach, später nach Bayreuth. Die Steuerbeschreibung des Pflegamts Nabburg aus dem Jahre 1630 berichtet in Atzenhof von 6 Höfen, 3 Gütern, 2 Häusern und einer Mühle. 1714 kaufte Thomas Freiherr von Quentel das Landsassengut Trausnitz. Eine Auflistung aus dieser Zeit berichtet von 5 Familien in Atzenhof, wobei Atzenhof der ehemalige Herrschaftshof war, der zum Schloss Trausnitz die Speisen (= Atzung oder Atz) lieferte.

## Steuerdistrikt und Gemeindebildung
Das Königreich Bayern wurde 1808 in 15 Kreise eingeteilt. Diese Kreise wurden nach französischem Vorbild nach Flüssen benannt (Naabkreis, Regenkreis, Unterdonaukreis usw.). Die Kreise gliederten sich in Landgerichtsbezirke. Die Bezirke wiederum sollten in einzelne Gemeindegebiete eingeteilt werden. 1811 wurde das Landgericht Nabburg in 58 Steuerdistrikte eingeteilt. Einer davon war Fuchsendorf, „bestehend aus den Dörfern Fuchsendorf, Atzenhof, dem unteren Bühlhof, dem Weiler Schweizerbach, der Einöde Bornmühle“. Der Distrikt zählte insgesamt 44 Häuser mit 322 Einwohnern. Im gleichen Jahr gab es im Landgericht Nabburg 22 Obmannschaften, was im heutigen Sinn einer Gemeinde entspricht. Zur Obmannschaft Trausnitz gehörten Trausnitz, Kaltenthal, Fuchsendorf, Köttlitz, Atzenhof, Schweizerbach, Bornmühle und Ödmühle. Nach dem Gemeindeedikt von 1818 entstand die Gemeinde Trausnitz, bestehend aus den Ortschaften Trausnitz (128 Familien), Kaltenthal (3 Familien), Ödmühl (1 Familie), Atzenhof (10 Familien), Bierlhof (5 Familien) und Schweizerbach (1 Familie).